# Upido
IPS Upido (anciennement Upido T-CL), né en 2001, est un cheval monté par la cavalière néerlandaise Anky van Grunsven dans les compétitions de dressage.

## Débuts
Upido a été élevé par le Néerlandais Chris ter Laak à Heelsum, dans les Pays-Bas. Chris a vendu Upido à l'âge d'un an et demi pour le cavalier espagnol Carlos Torrell. Torrell a élevé et formé Upido et sur les circuits de dressage nationaux et internationaux. Upido et Torrel ont remporté le championnat d’Espagne des six ans en 2007 et ont été placés en tant que champions de réserve sur le Petit Tour en 2008. Upido fait ses débuts en Grand Prix en 2010 sur le Sunshine Tour.

## Passage avec van Grunsven
En janvier 2011, le groupe néerlandais I.P.S. Horse Group achète Upido pour Anky van Grunsven dans l'objectif de lui fournir une monture aux Jeux olympiques de Londres en 2012. Alors que Upido réalise de grands progrès avec van Grunsven, une blessure ralentit sa formation et il n'est pas prêt pour la compétition au plus haut niveau aux Jeux olympiques. Elle choisit de monter le double médaillé d'or Salinero à la place. À son retour de Londres, van Grunsven annonce qu'elle prépare les jeux Olympiques de 2016 à Rio avec Upido.